# Carlos Botelho
Carlos António Teixeira Basto Nunes Botelho (Lisbona, 18 settembre 1899 – Lisbona, 18 agosto 1982) è stato un pittore, illustratore e caricaturista portoghese.

## Biografia
Carlos Botelho nasce a Lisbona in Portogallo alla fine del 1800. Sin da ventenne comincia a collaborare con alcune riviste portoghesi, sia comiche sia per bambini, con illustrazioni, caricature e disegni grafici. All'età di 29 anni si trasferisce a Parigi e si dedica esclusivamente alla pittura. Nel 1937 fa parte del gruppo di allestitori nel Padiglione dedicato al Portogallo dell'Esposizione internazionale, in quell'occasione si avvicina alle opere di Vincent van Gogh, che lo influenzeranno moltissimo nella sua prima fase espressionista. L'anno successivo riceve il premio Amadeo de Souza-Cardoso per il dipinto fatto a suo padre. La maturità della sua pittura approda all'astrazione dei paesaggi, degli orizzonti cittadini di Venezia, Lisbona, Parigi e San Francisco. È riconosciuto come una delle figure di spicco del cosiddetto secondo Modernismo portoghese, movimento complesso e interdisciplinare, dove «l'arte portoghese ha compreso la lezione espressionista, cèzanniana e cubista e si è definita in senso moderno» liberandosi degli archetipi ottocenteschi. Bothelo scopre tardi la pittura, dopo la musica, l'illustrazione e la caricatura, un percorso comunque comune a molti artisti del Modernismo, tanti dei quali presenti anche in riviste satiriche quali À Sátira o il Papagaio Real, nonché a varie edizioni dei Saloni degli Umoristi di Lisbona e di Oporto.

## L'opera
Soggetto principale e continua fonte d'ispirazione di Botelho è Lisbona, sua città natale. A partire dagli anni 1930 l'artista vi si dedica con costanza, fino agli ultimi anni, arrivando a rappresentare la capitale portoghese in modo al tempo stesso intimo e archetipico, come sottolinea il filosofo lusitano António Quadros, quando scrive circa «la visione di una città archetipica, la cui bellezza è la forma mediatrice della verità di un popolo o della sua specifica antropologia [...]. Con una grande semplicità di processi e di effetti, [Botelho] ha creato un universo plastico che è come lo specchio simbolico e immaginale di uno degli aspetti più significativi dello spirito portoghese». 

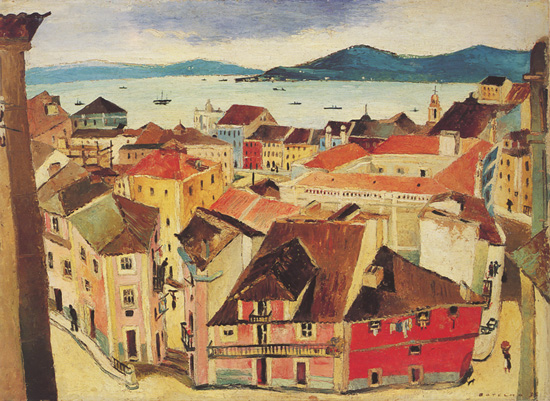
Carlos Botelho, Ramalhete de Lisboa, 1935, olio su tela, cm 72 x 100.

## Esposizioni
Ha partecipato alle Esposizioni Internazionali di Parigi del 1931 e del 1937, e a quella di San Francisco nel 1939.
Si possono ammirare le sue opere ancora oggi nei musei di tutto il mondo:
- Museo Chiado di Lisbona
- Centro di Arte Moderna della Fondazione Calouste Gulbenkian, a Lisbona
- Museo d'arte di San Paolo
- Museo di San Francisco